# Hades (DC Comics)
Hades (también conocido a veces como Plutón o Infierno) es un personaje ficticio que aparece en las publicaciones de DC Comics y medios de comunicación relacionados, generalmente como un adversario y a veces aliado de la Mujer Maravilla. Basado en la figura de la mitología griega del mismo nombre, es el dios de los muertos y gobernante del inframundo.

## Historia de la publicación
Hades apareció por primera con el nombre romano Plutón en Mujer Maravilla número 16, volumen 1, publicado en el verano de 1946, escrito por el creador de Mujer Maravilla William Moulton Marston. Más tarde cambió su nombre a Hades, en el final de la Edad de Bronce Mujer Maravilla #329 (vol. 1), 1986, así como en artista/escritor el George Pérez en reinicio Post-Crisis de la Mujer Maravilla en 1987. El actualidad de Los Nuevo 52 de 2011, es referido como infierno y a veces como Hades. En una salida de encarnaciones anteriores que estuvo presentadas como hombres adultos, Hades/infierno, diseñado por el artista Cliff Chiang.

## Biografía Ficticia
Como en mitología griega, Hades es un miembro de los dioses del Olimpo, los hijos de los inmortales Titanes Crono y Rhea. Junto con sus hermanos Zeus y Poseidón, gobiernan una porción significativa del mundo antiguo. Como dios del Inframundo, Hades tiene dominio sobre los espíritus de los muertos. Su reino está dividido en cuatro secciones: El Tártaro (morada de los condenados), los Prados Asfódelos (un mundo brumoso), el Campo Elíseo (dónde moran los justos, a veces llamado "Elysium") la Isla Santísima (el lugar de descansando de aquellos grandes héroes). Hades Gobierna estos reinos junto a su sobrina y reina Perséfone.

### Pre-Crisis
Hades aparecía con frecuencia en las aventuras de la Mujer Maravilla hasta el final del primer volumen, cuándo Hades fue engañado por el Anti-monitor al hacer un pacto con Ares para conquistar el monte Olimpo. Todo fue frustrado por Perséfone (referida en la historia como Kore), inspirado en el amor entre Mujer Maravilla y Steve Trevor. Hades se retira y Steve Trevor liberó a los dioses mientras Mujer Maravilla lucha contra Ares en un combate final.

### Después de la Crisis
Hades Compartió una relación tensa con la población de la Mujer Maravilla, las Amazonas de Temiscira. Las Amazonas habían sido nombradas guardianas para custodiar una entrada a su reino, el "Portal de la condenación", detrás del cual quedaron atrapados muchos monstruos y abominaciones no muertos. Durante los siglos, muchas Amazonas perdieron sus vidas cuándo dicho portal era abierto. A pesar de las pérdidas, las Amazonas siempre intentan mostrar un respeto apropiado al señor del inframundo, como uno de los dioses de sus creencias. Incluso construyeron un gran Tabernáculo al dios de los Muertos el cual llevaba su propio sacerdotisa quién serviría durante unos 1000 años antes de ser reemplazado por otra. Con el tiempo, la mayoría de los dioses a los que seguían murieron o dejaron de creer en ellos.
Al igual que las Amazonas, la Mujer Maravilla tuvo una mala relación con Hades. Al principio, ella descendió a través del portal de la condenación matando a las bestias y monstruos para liberar a su pueblo de esa terrible carga. En otras ocasiones, ha bajado al inframundo para pedir un favor a su gobernante o para rescatar el alma de algún compañero caído, como lo hizo con la Amazona Artemisa y el dios de mensajero asesinado Hermes, en los cuales tuvo éxito.
En La mayoría de su vida, Hades se vistió con una toga griega clásica y con cabello negro ensortijado. En años recientes, muchos de los dioses adoptaron ropa moderna en un intento de evolucionar con el tiempo. Hades Tomó un traje negro oscuro con sombreo y bastón, similares a aquello de la Era victoriana.
Recientemente, hubo un cambio de poder ocurrido en el Panteón del olimpo. Mientras Atenea asumió el trono del Monte Olimpo puesto que ocupaba su padre Zeus, Hades fue acuchillado por su sobrino Ares. Como resultado, el Ex Dios de la Guerra Ares pronto se convirtió en el gobernante del inframundo. Luego se reveló que los dioses del Olimpo en verdad no mueren, si no que se convierten en ciudadanos, La presencia de Hades todavía puede ser evocada.

### Los nuevos 52
En The New 52, Hades parece ser un niño con piel blanca pastosa, un traje oscuro de armadura y más inusualmente un número de velas donde la cera fundida oculta la mayor parte de su cara por encima de la nariz. Con un nombre más moderno llamado "infierno". Es todavía el gobernante del inframundo y todos los muertos, su reino es ahora una extensión de su voluntad y esencia.
Hades Padece un gran odio a sí mismo ya que su reino (que es parte de él) está lleno de dolor y padecer. Hades Tiene dificultades apreciando y expresando sus valores propios, incluso si trata de alagarse de vez en cuando, yendo a creer#prpers que era imposible que diana fuera capaz de ser amable y piadosa con todo el mundo, incluso con el.
Aunque Diana desea a ayudarle, Hades se niega, dejando a Diana dispararle con una Pistola de Eros mientras está mirando en su propio reflejo, cuya bala le tendría que hacer enamorar de la primera persona que vea.

## En otros medios

### Televisión
- Hades Apareció en el episodio de la Liga de la justicia "Paraíso Perdido" Parte I & II con la voz de (John Rhys-Davies). Su aspecto es significativamente diferente de la versión de los cómics, con cabello negro y largo, una perilla oscuro y negra con cuernos, además de una armadura de plata. Es un examante de Hippolyta Reina de las Amazonas, la madre de la Mujer Maravilla y posiblemente él es el padre real de la Mujer Maravilla (aunque en los cómics Diana fue un regalo de los dioses a Hippolyta). Su personalidad es también significativamente alterado, ya se ve su posición como el Diablo. Según el episodio paraíso Perdido, (basado el libro de John Milton del mismo nombre) después de un intento fallido de derrocar a Zeus durante la Titanomáquina, Hades fue sentenciado a encarcelamiento y tormento eternos en las fosas del Tártaro, la morada de fuego de los demonios y el mal muerto. Así, Hades hizo un pacto con Félix Fausto (un claro guiño al verdadero Fausto quien hizo un pacto con el Diablo). A través del primer episodio, Hades está mostrado como un ser ardiente capaz de escupir fuego y con cuernos en su cabeza. Hades Aquí estuvo retratado como engañoso y traidor, pero igual parece guapo, luego se reveló su verdadero rostro como el de un monstruo.

- Hades Regresó en la Liga de la Justicia Ilimitada en el episodio "El Equilibrio", esta vez con la voz de Bob Joles. Mujer maravilla y Chica Halcón fueron convocadas al inframundo por Hermes, y encontraron que el alma de Fausto quería usurpar la regla de Hades. Se demostró que a los demonios de Tártaro se les enseñado a temer a los ángeles cuándo confundieron a Chica Halcón con uno de ellos. Ella los intimida incluso más, señalando hacia arriba, diciendo que si la tocaban "El Jefe" se enojaria. Hades También le dice a Diana que es el su "padre", diciendo que él y Hippolyta estuvieron juntos. Chica Halcón Entonces instó a la Princesa de las Amazona para utilizar el Lasso de la Verdad en el dios Hades para verificar esta información. Diana escogió no hacerlo, posiblemente porque sabía que podría ser la verdad. A pesar de este, Hades asistió en luchar contra Fausto y decidido atormentar el alma de Fausto por toda la eternidad.
- En Smallville, Hades era uno de los alias de Darkseid.

### Película
- Hades apareció en la película animada Wonder Woman con la voz de Oliver Platt. Hades era otra vez diferente de los cómics y al de las series, siendo un hombre obeso, con sobrepeso, llevando una toga y utilizando los espíritus de los muertos como sirvientes personales. Ares lo busca para que Hades se queda fuera y le de fuerzas para y así poder restaurar sus poderes de dios (anteriormente atados a él por Zeus y Hera) Hades lo hace con malicia, diciendo que finalmente puede que resulte en la muerte de Ares. Ares es finalmente asesinado por la Mujer Maravilla y luego se ve a Ares como uno de los súbditos de Hades, siendo una sombra de lo que un día fue.

### Videojuegos
- En Scribblenauts Desenmascarado: Una Aventura de DC Cómics, la versión de los Nuevo 52, Hades es uno de los miles de caracteres que pueden ser convocados por el jugador.